# Walter Calzoni
Walter Calzoni (né le 8 août 2001 en Lombardie) est un coureur cycliste italien, membre de l'équipe Q36.5 Pro. 

## Biographie
Walter Calzoni grandit dans la commune rurale de Sellero, en plein cœur du Val Camonica. Son père Giorgio travaille pour une entreprise de traitement thermique à Breno, tandis que sa mère Giovanna est femme au foyer. Il a également une petite sœur, prénommée Francesca. Durant son enfance, il joue d'abord au football. Il commence finalement le cyclisme vers l'âge de huit ans au sein de l'UC Vallecamonica. 
Après plusieurs saisons passées dans son club formateur, il court dans l'équipe Massì Supermercati chez les juniors (moins de 19 ans). Durant cette période, il décroche une victoire et six podiums. Il rejoint ensuite la formation Delio Gallina Colosio Eurofeed en 2020 pour ses débuts espoirs. L'année suivante, il s'impose sur une étape du Tour de Valence. Il obtient aussi diverses places d'honneur dans des courses inscrites au calendrier de l'UCI.
En 2022, il remporte notamment la Freccia dei Vini ainsi que Bassano-Monte Grappa. Il gagne par ailleurs une étape du Tour of Malopolska en Pologne. La même année, il se classe deuxième du championnat d'Italie espoirs, ou encore troisième de la Coppa della Pace. 
Il passe professionnel en 2023 au sein de la nouvelle équipe Q36.5 Pro, qui évolue sous licence italienne. Le 13 février, il obtient son premier résultat notable en finissant onzième de la Jaén Paraiso Interior. Peu de temps après, il termine deuxième et meilleur jeune du Tour du Rwanda.

## Palmarès et résultats

### Palmarès par année
- 2019
  - Giro della Castellania
- 2021
  - 3e étape du Tour de Valence
  - 3e de la Coppa Caduti di Reda
- 2022
  - Trofeo Città di Manoppello
  - 1re étape du Tour of Malopolska
  - Freccia dei Vini
  - Bassano-Monte Grappa
  - Giro della Franciacorta
  - 2e du championnat d'Italie sur route espoirs
  - 3e de la Coppa della Pace
- 2023
  - 2e du Tour du Rwanda

### Classements mondiaux
| Année                                 | 2021  | 2022 | 2023 | 2024  |
| ------------------------------------- | ----- | ---- | ---- | ----- |
| Classement mondial                    | 1730e | 675e | 307e | 1244e |
| UCI Europe Tour                       | 1191e | 521e | nc   | nc    |
|                                       |       |      |      |       |
| Légende : nc = non classéSource : UCI |       |      |      |       |